# Monument aux morts de Valence
Le monument aux morts de Valence est situé dans le département de la Drôme en région Auvergne-Rhône-Alpes. Il est situé au nord du parc Jouvet, à proximité du pont Frédéric-Mistral.

## Descriptif
Le monument est constitué d'une double colonne surmontée d'une Victoire ailée, une stèle avec le nom des soldats et le poilu figuré en gisant sur un lit mortuaire placé sous un édicule.

## Histoire
En 1919	, le conseil municipal de Valence crée une commission chargée de construire un monument aux morts. L'architecte Henri Joulie, prix de Rome et natif de Valence, propose un ensemble monumental en trois parties avec la figure la Victoire à son sommet, un poilu en gisant symbolisant le Sacrifice et l'Hommage par une stèle où sont inscrits les noms des soldats morts pour la France.
Les figures de la Victoire et du Poilu sont l’œuvre du sculpteur drômois Gaston Dintrat. Le monument est inauguré le 24 mars 1929.
Deux stèles commémorant les déportés et les soldats tués lors de la Seconde Guerre mondiale seront ajoutés.
Il est inscrit au titre des monuments historiques depuis le 13 mars 2019, puis il est classé le 25 mars 2022.